# 靈魂行者
《靈魂行者》，也稱為“靈魂行者 Online”，是由南韓 Lion Games Studios 開發的動漫風格的免費動作大型多人線上角色扮演遊戲。遊戲的故事發生在15年前，當時被稱為虛空的傳送門開啟，而將惡魔帶入世界。十五年後，曾經迷失在虛空中的孩子們被送回了他們的世界。這些經歷過虛空的孩子們擁有超自然的力量，被稱為「靈魂行者」。

## 代理與營運發展
靈魂行者最初的概念展示起始於2011年。於2015年的再次宣傳及2016年公測時，已與早期內容大相逕庭，但仍保有部分早期角色的概念與場景。
2016年4月6日在日本由 Hangame 首次發行，並在事前發布了5個原創的前導動畫。韓語版本於2017年1月18日由 SmileGate 發行，同年9月27日，台港澳的繁中版本透過紅心辣椒代理公測。歐洲/北美版本的英文版本則於2018年2月26日由 Gameforge 代理營運。所有的版本都採取鎖區，對應區域只能遊玩對應的伺服器版本及語言。
2020年，紅心辣椒宣布9月26日結束代理營運，同時間由 Lion Games 官方親自宣布於10月2日直營，資料不繼承。歐洲/北美版接著宣布於2021年4月30日結束營運，後續也由 Lion Games 官方於同年5月13日再次接手營運，並擴大為全球國際版（中國除外），不繼承資料。兩版本都採用 Steam 平台的同個商店應用，但在遊戲內區分伺服器版本及語言可供切換。
2022年，韓版由 SmileGate 代理轉移至 Lion Games 官方直營，繼承所有資料。雖然也採用 Steam 平台，但商店應用與先前版本不同。
2023年12月29日，Lion Games 官方宣布因開發成本與公司生存考量，關閉旗下的 SoulWorker 開發工作室，並將日本以外的全版本，其所有業務與開發權轉移給 VALOFE 公司及其子公司 G・O・P。
目前玩家可以在對應區域透過 Steam 下載台港澳版與全球國際版或韓版，或在日本區域透過日版官方網站下載日版。
此外，2017年曾於中國大陸由「360遊戲」宣布代理中國版本，並譯為「超魂覺醒」，一度進行封測，時而受限韓令影響，自此沒有後續消息；也因此自 Steam 台港澳版本及國際版本上架以來，都限制中國區域的 Steam 商店頁面存取（入庫不受影響），直到轉移給 VALOFE 為止。

## 角色
遊戲中具有10個可扮演角色，他們具有自己獨特的武器和技能。通過任務的升級與劇情發展，可以進一步獲得與強化更多的角色獨有技能。此外，透過部分劇情支線任務，角色可以進行晉升與覺醒，獲得更強大的能力。戰鬥中透過「侵蝕」或「覺醒」可以短暫的提高角色能力。
- 哈露・伊絲提亞（Haru Estia，聲：（日）茅野愛衣[14]；（韓）Lee Bo-hee（朝鲜语：이보희 (성우)）[15]）

17歲的少女。從小就心地善良，關愛他人。在考上醫大榜首的當天透過電話通知母親時，目睹了虛空的災害及母親的遇難現場，嘗試拯救但為時已晚，在崩潰之際被虛空吸入。儘管因為虛空而失去了母親，且生性膽小較沒有自信，內心卻燃燒著復仇的火焰。雖然對於靈魂行者的使命非常有熱情，但在危急的情況下一不小心就會退縮。看到有人受到傷害的情況下，會因憤怒而將情緒表現出來。使用的武器為靈魂大劍。可召喚巨量的大劍斬殺敵人。
- 歐文・阿克萊特（Erwin Arclight，聲：（日）下野紘[14]；（韓）Park Seong-tae（朝鲜语：박성태）[15]）

18歲的少年。在所有事情上都很出色，也因此而被吹捧為天才，卻也因輕鬆勝過他人而對世界感到無趣。在虛空出現後，因為對虛空感興趣而主動進入。使用的武器為靈魂雙槍。可使用部分先進科技作為技能，或以榴彈砲對前方進行強烈轟炸。
- 莉莉・普露梅茜（Lily Bloommerchen，聲：（日）木戸衣吹[14]；（韓）Kim Hyeon-ji（朝鲜语：김현지 (성우)）[15]）

15歲的少女。普露梅茜家族的貴族。十五年前，在惡魔从虚空降下的过程中，目睹了與自己至親的哥哥被怪物們殺害蠶食，導致了莉莉的內心崩潰，遂轉化為癲狂，同時被虛空吸入。使用的武器為薄雾大镰。戰鬥時能與其瘋狂的鬼化身一同攻擊敵人，並擅於利用诸如絞殺與断头台之类的技能来结束敌人的生命。
- 史黛菈・優妮貝爾（Stella Unibell，聲：（日）種田梨沙[14]；（韓）Lee Jae-hyun（朝鲜语：이재현 (성우)）[15]）

14歲的少女。因為能看見靈魂，自小便受到排擠；虛空出現時更是被視為引來虛空並造成災害的不祥存在，受到眾人指責。悲傷無助的她，選擇了與陪伴身邊的幻影狼「爺爺（Fuu-chan / ふーちゃん）」一同進入虛空，期望能藉此消失並給大家帶來幸福。使用的武器為靈魂吉他。可藉由演奏貝斯來製造強烈音波，或藉由幻影狼的輔助打擊敵人。
- 金・希帕斯（Jin Seipatsu，聲：（日）前野智昭[16]；（韓）Kim Hye-seong（朝鲜语：김혜성 (성우)）[17]）

17岁的少年。熱血而見義勇為，夢想成為格鬥家。虛空來臨初期，正熱心的輔佐難民前往避難所，卻在引導的避難所出現了虛空災害，感到自責而不顧一切地前往救援，進入了虛空。使用的武器為靈魂拳套。作为训练有素的防守战士，能将各种斗殴风格的技能带入战场。
- 伊莉絲・悠娜（Iris Yuma，聲：（日）加隈亜衣[18]；（韓）Park Shin-hee（朝鲜语：박신희）[19]）

18歲的少女。传统家族悠娜家中最小的女儿。作为未来的继任者，从小就被迫遵守家門規範。在賭氣騎車外出時，悠娜家遭遇虛空災害被吞噬，目睹了這一切的伊莉絲無法接受，在將情感轉化為憤怒之下走進了虛空。使用的武器為炮锤。可以藉由巨槌衝擊或發射砲彈來对付短距离和长距离的敌人。
- 琪・阿露爾（Chii Aruel，聲：（日）竹達彩奈[20][21]；（韓）Lee Jihyun（朝鲜语：이지현 (성우)）[22]）

16歲（1歲），自稱「貓」的不可思議少女。最初是由少女"阿露爾"所收養的貓型靈魂暗影「琪」。在阿露爾遭遇虛空災害，受到其他靈魂暗影襲擊而瀕死之際，因琪擁有了一般靈魂暗影所沒有的"感情"，在「如果自己是人類的話，就能守護著阿露爾」的強烈情感作用之下，與逝去的阿露爾同化，並步入了虛空。雖然自帶冷靜又安靜的氣氛， 實際上是充滿了溫柔體貼的人。因為心靈年齡只有一歲（琪），且原本就是靈魂暗影的關係，對於一般人的一些常識並不瞭解。本身對靈魂暗影的憎惡非常強烈。應該守護的人、應該憎恨的靈魂暗影、不屬於任何一方的自己，她的世界由這三個方面形成。使用的武器為靈魂太刀。藉由太刀施展各式靈敏而快速的斬擊，時而搭配自己靈魂暗影的特性攻擊敵人。
- 艾芙妮爾（Ephnel，聲：（日）佐倉綾音[23][24]；（韓）Kim Hyunsim（朝鲜语：김현심）[25]）

17歲的少女。不喜歡與他人過於親暱，喜歡自由自在生活。不相信愛情和信賴這種無形的東西，只把代價作為行動準則的現實主義者。對任何人都表現出旁若無人的態度，時則飄忽不定，內心對抗著陷入深淵的世界，具有反抗精神和復仇心。曾是 N.E.D 公司失敗的實驗體 - 人造靈魂行者之一，而後覺醒為靈魂行者，其名字即為 -Failure-Number EL- 轉變而來。使用的武器為靈魂長槍。藉由自身靈敏的動作並搭配體術，得以施展出快速的踢技、刺槍與斬擊。
- 李娜飛（Nabi Lee，聲：（日）上田麗奈[26]；（韓）Lee Da Eun（朝鲜语：이다은）[27]）

19歲的少女。是聽從星森聯盟最高集團—羅德高層會的指示行動特勤隊的二代靈魂行者，擁有短暫的爆發性戰力。與其他的靈魂行者不同，需要休息及進食維持能量，且無法利用靈魂能量改變體質適應環境，十分懼怕寒冷。使用的武器為靈魂步槍。可以藉由步槍及各式的常見軍用武裝攻擊敵人。大多數攻擊時都需消耗能量。
- 朵娜‧奧妃婗（Dhana Opini，聲：（日）花守由美里[28]；（韓）Kim Yea-lim（朝鲜语：이다은）[29]）

16歲的少女。因某件事故而進入昏睡，後受東部科學家「莉芙」的幫助而甦醒，並被培養成為二代靈魂行者。使用的武器是靈魂剪刀（遊戲中視為雙手劍）。剪刀通常會被拆分開來做兩把使用，擅長瀟灑戰鬥將敵人斬斷切割。其中，可以召喚能模仿朵娜部分技能的影分身一起戰鬥是最大特點。

## 動畫
由Larx Entertainment制作并由「別役裕之」导演的五集原創网络动画（ONA）改编作品。ONA的运行时间为2016年3月17日至2016年4月5日。第五集的结尾主题是GARNiDELiA的“Burning Soul”。 

### 製作人員
- 企劃・製作：NHN hangame
- 原作：LION GAMES
- 監督：別役祐之
- 系列構成：石民帝 / Jeung JaeSung / 別役祐之
- 人物設計：Armcho
- 動畫製作人：藤澤孝史
- 製作人：石民帝
- CGI監督：内山正文 / 福島涼太
- 美術監督：熊野はつみ
- 編輯：坂本雅紀
- 攝影監督：野村竜矢
- 音響監督：藤澤孝史
- 音響製作：HALF H・P STUDIO
- 動畫制作：LARX ENTERTAINMENT[10]

### 配音演員
- 哈露・伊斯提雅：茅野愛衣
- 歐文・阿克萊特：下野紘
- 莉莉・普露梅茜：木戸衣吹
- 史黛拉・優妮貝爾：種田梨沙
- 克羅艾：大西沙織
- 毒魔：村中知
- 艾德格：内匠靖明

### 主題曲
片尾曲《Burning Soul》（第5話）
主唱：GARNiDELiA

### 各話列表
- 第1話：「出会いのBGMはロックでした」
- 第2話：「大人の愛とは無残なもの」
- 第3話：「食いしん坊だもん。」
- 第4話：「隠蔽、そして陰謀」
- 第5話：「ソウルの覚醒」

## 外部連結
- LION GAMES首页 （页面存档备份，存于）
- 韩国官方网站 （页面存档备份，存于）
- 韩国官方Facebook （页面存档备份，存于）
- （日語）日本hangame服官方网站 （页面存档备份，存于）
- （日語）日本DMM服官方网站 （页面存档备份，存于）
- （日語）日本官方YouTube （页面存档备份，存于）
- （日語）日本官方Twitter （页面存档备份，存于）
- （德文）德國官方页面 （页面存档备份，存于）
- （繁體中文）Steam服官方Twitter （页面存档备份，存于）
- （繁體中文）Steam服官方YouTube （页面存档备份，存于）
- （繁體中文）Steam服官方Facebook （页面存档备份，存于）
- （繁體中文）Steam服官方Instagram